# Sydax amazonicus
Sydax amazonicus är en skalbaggsart som beskrevs av Martins 1971. Sydax amazonicus ingår i släktet Sydax och familjen långhorningar. Inga underarter finns listade i Catalogue of Life.